# レオン・オルテル
レオン・オルテル（Léon Orthel、1905年10月4日 - 1985年9月6日）は、オランダの作曲家。
ローゼンダール出身。1921年にハーグ王立音楽院に入り、ピアノとヴァイオリンのほかに作曲をヨハン・ワーヘナールについて学んだ。1928年から1929年までベルリン音楽大学（現在のベルリン芸術大学）でパウル・ユオンとクルト・ザックスに師事した。帰国後、1930年まで再びワーヘナールに学んだ。
オルテルは無調や多調に反対して独自のスタイルを模索し、1940年の交響曲第2番で確立した。1941年にハーグ音楽院でピアノの教授となり、また1949年にはアムステルダム音楽院で作曲の教授となった。ともに1970年に退いたが、その後も約40の作品を残している。その他にコンサートピアニストとしても活動した。
1947年から1969年までオランダ音楽家協会の作曲家部門の会長を務め、1957年から1972年までワーヘナール協会の管理にあたった。